# آیرونکلاد تریدنت
آیرونکلاد ترایدنت (به انگلیسی: French ironclad Trident) یک کشتی بود که طول آن ۱۰۲٫۱ متر (۳۳۵ فوت ۰ اینچ) بود. این کشتی در سال ۱۸۷۶ ساخته شد.